# Lega Italiana Calcio Professionistico
La Lega Italiana Calcio Professionistico, conocida más comúnmente como Lega Pro, es el organismo que gobierna la Serie C, la tercera categoría del sistema de ligas del fútbol en Italia, y otros torneos italianos de fútbol de clubes: la Copa Italia de Serie C, la Supercopa de Serie C y el torneo juvenil «Dante Berretti».
Tiene su sede en Florencia, en Via Jacopo da Diacceto 19, y su presidente actual es Gabriele Gravina.

## Historia
La Lega Nazionale Semiprofessionisti fue fundada el 1 de enero de 1959, en el marco de una amplia reorganización de la Serie C, bajo un sistema de liga semiprofesional junto a la Serie D. En 1978 el sistema semiprofesional fue abolido, convirtiendo a la Serie D en una liga totalmente amateur; la Serie C, en cambio, fue dividida en Serie C1 y Serie C2. En 1981, el organismo cambió de nombre a Nuova Lega Nazionale di Serie C.
Las dos ligas de Serie C1 y C2 se convirtieron en ligas de tipo totalmente profesional en 1986, cuando nació la Lega Professionisti Serie C. En junio de 2008, el organismo cambió de denominación a Lega Italiana Calcio Professionistico (el nombre actual) y la Serie C1 y Serie C2 pasaron a llamarse Lega Pro Prima Divisione y Lega Pro Seconda Divisione. El 21 de noviembre del 2012 se decidió que estas dos ligas volverían a unirse en una única liga: la Lega Pro, compuesta por 60 equipos divididos en 3 grupos de 20 equipos cada uno. El 25 de mayo de 2017, la Asamblea de los Clubes de Lega Pro aprobó por unanimidad el retorno al nombre original Serie C.

## Torneos
La Lega Pro organiza los siguientes torneos:
- Serie C, la tercera categoría del sistema futbolístico italiano;
- Copa Italia de Serie C, copa nacional donde compiten los 60 clubes de la Serie C;
- Supercopa de Serie C, torneo triangular en el que se enfrentan los equipos ganadores de los tres grupos de la Serie C;
- Campeonato nacional "Dante Berretti", torneo juvenil.

## Organigrama

### Presidente
- Gabriele Gravina

### Vicepresidentes
- Walter Baumgartner
- Mauro Grimaldi

### Secretario general
- Francesco Ghirelli

### Director general
- Mario De Luca

### Concejales federales
- Stefano Rosso
- Giancarlo Abete

### Vicesecretario
- Emanuele Paolucci

### Director administrativo
- Pier Paolo Naldoni

### Concejales
- Giuseppe Bergamin (Padova)
- Stefano Compagni (Reggiana)
- Luca Di Masi (Alessandria)
- Orazio Ferrari (Pistoiese)
- Eugenio Guariscio (Cosenza)
- Mauro Lovisa (Pordenone)
- Francesco Maglione (Melfi)
- Filippo Tagliagambe (Pontedera)

### Junta de auditores
- Presidente: Rodolfo Fregoli

- Miembros efectivos: Paolo Mannino, Roberto Serrentino

- Suplentes: Andrea Fidanzi, Giacomo Gazzarri

Fuente: Lega Pro.